# Comic Takaoka
Comic Takaoka (jap. コミック高岡) – japońska księgarnia sprzedająca mangi oraz komiksy, znajdujące się w Jinbōchō, w Tokio. Założona w 1880 roku jako ogólnotematyczna księgarnia pod nazwą Takaoka Shoten (jap. 高岡書店). W 1979 roku zmieniła nazwę na obecną po zmianie asortymentu na wyłącznie mangi. Comic Takaoka uznawana jest za jeden z pierwszych wyspecjalizowanych punktów sprzedaży mangi oraz, przed zamknięciem w 2019 roku, jako jeden z nadłużej działających w Japonii.

## Historia
Księgarnię sprzedającą używane książki założyło dwóch braci, Yasutarou Takaoka i Torajiro Takaoka, którzy przeprowadzili się do Tokio z prefektury Gifu; w późniejszych latach rozpoczęli działalność w branży wydawniczej, w której głównie wydawali książki matematyka Akiyamy Taketaro i naukowca Ayao Kuwaki.
Obiekt był zamknięty w trakcie II wojny światowej. W 1948 roku został ponownie otwarty jako spółka akcyjna, a następnie w 1979 roku po rozpoczęciu sprzedaży wyłącznie mangi zmienił nazwę na Comic Takaoka.
Księgarnia stała się jednym z pierwszych specjalistycznych sklepów mangi w Japonii. Comic Takaoka zyskało reputację „jednego z najbardziej rozpoznawalnych sklepów mangi w Tokio” ze względu na różnorodność asortymentu, od prac znanych wydawców po niszowe, skierowane do otaku. Księgarnia była jedną z kilku skupionych na mangach sklepów w Jinbōchō (miasto książek), części Tokio znanej z dużej ilości placówek sprzedających używane książki, gdzie była rozpoznawalna po charakterystycznej żółtej fasadzie. W szczycie popularności, przypadającym na lata 80., sprzedawała dziennie 1 700 tytułów.
W lutym 2019 roku Comic Takaoka ogłosiło, że 31 marca tego roku zakończy działalność. Jako powody zamknięcia podano recesję wydawnictw japońskich, wzrost popularności e-booków oraz rosnące koszty najmu lokalu w Jinbōchō.
Tego samego roku, British Museum dołączyło wirtualne odwzorowanie Comic Takaoka do wystawy „Manga: The Citi Exhibition”, poświęconej historii mangi.